# Diplodonta punctata
Diplodonta punctata is een tweekleppigensoort uit de familie van de Ungulinidae. De wetenschappelijke naam van de soort is voor het eerst geldig gepubliceerd in 1822 door Say.